# Eriozona analis
Eriozona analis är en tvåvingeart som beskrevs av Kertesz 1901. Eriozona analis ingår i släktet barrblomflugor, och familjen blomflugor. Inga underarter finns listade i Catalogue of Life.